# Friedenskirche (Sterkrade)

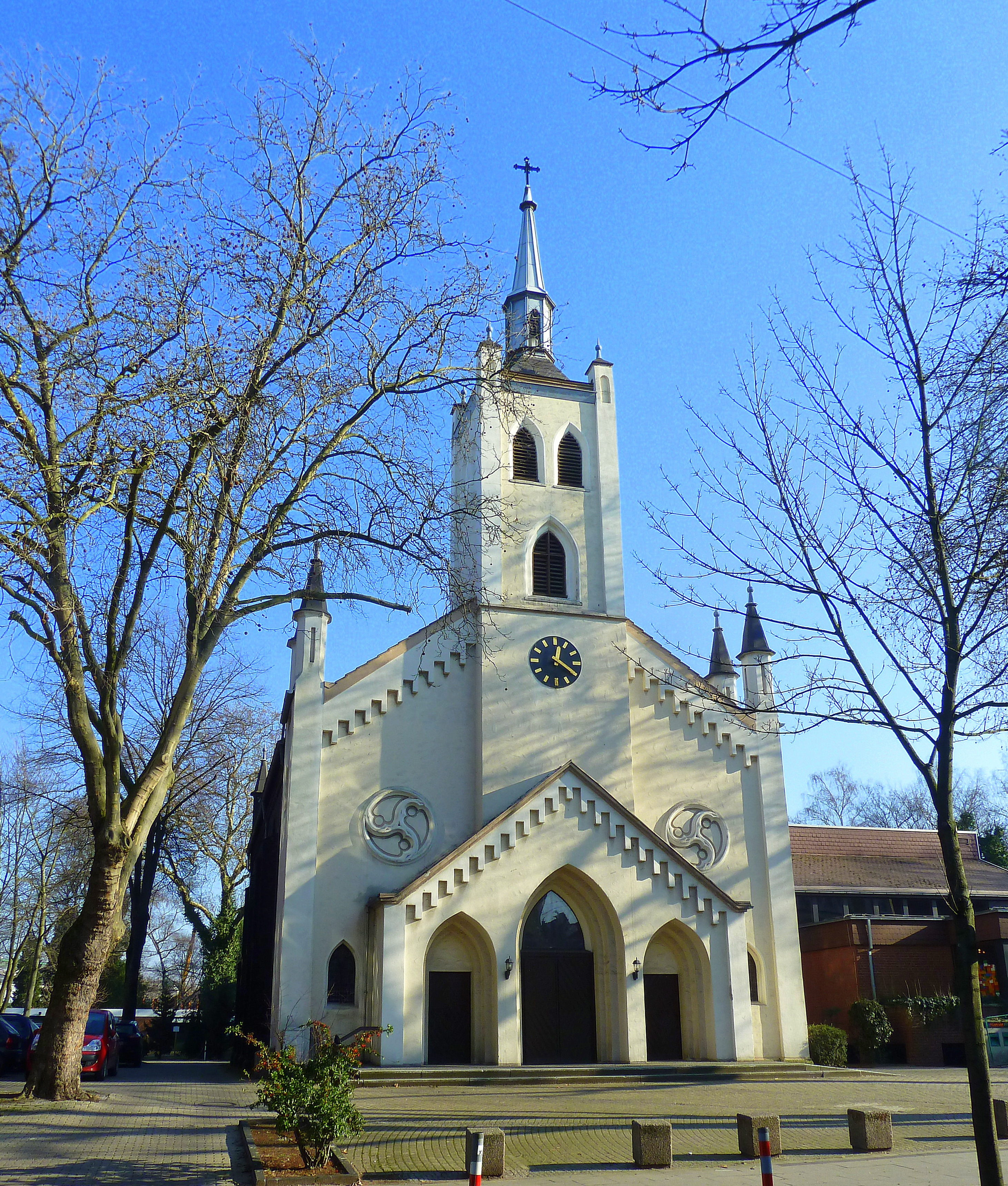
Vorderansicht der Friedenskirche (2012)

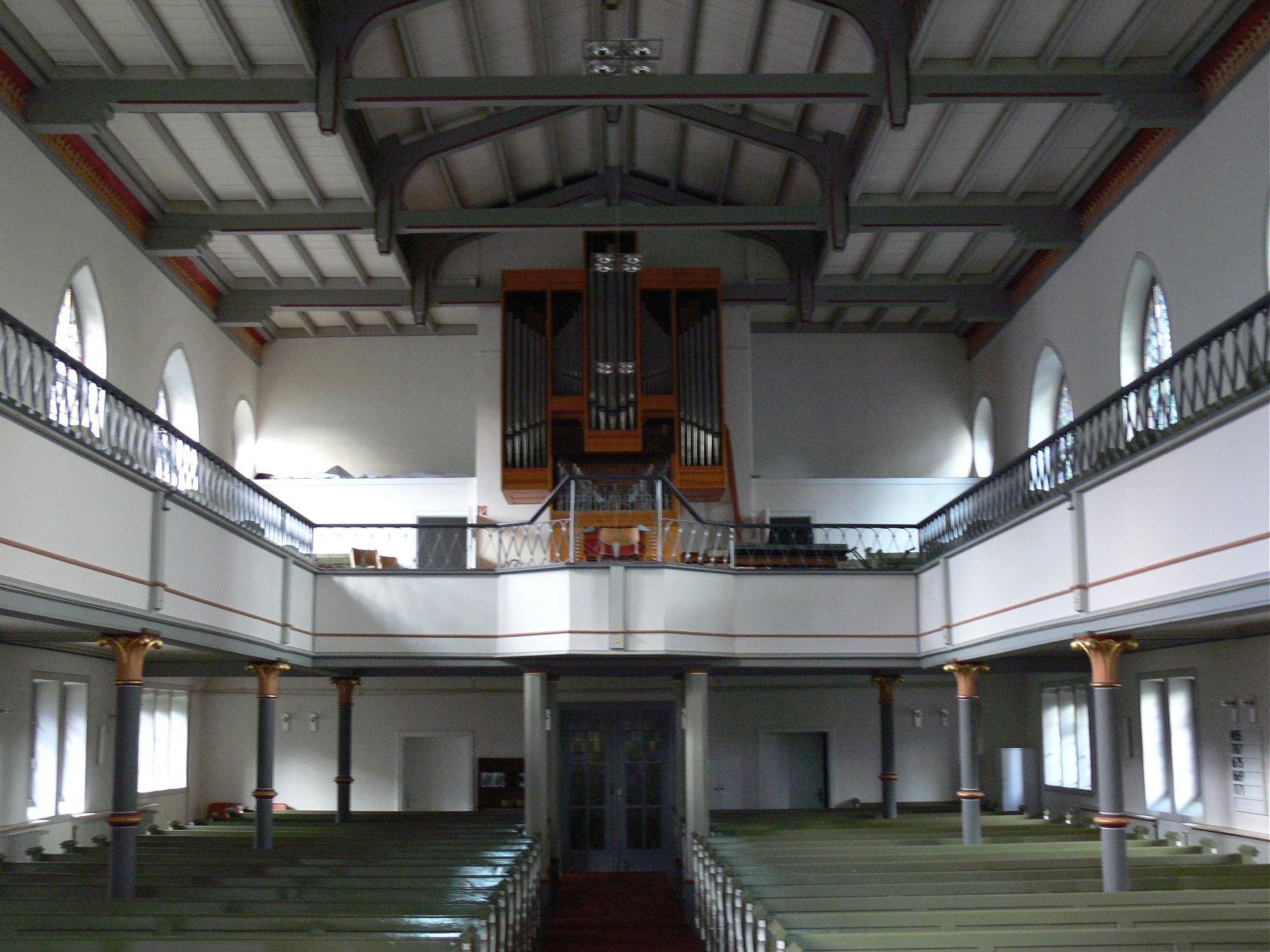
Innenansicht der Friedenskirche (2012)

Die Friedenskirche ist eine evangelische Kirche in Oberhausen-Sterkrade, die 1852 erbaut wurde und damit das älteste Gotteshaus der Stadt ist.

## Geschichte
Bis etwa 1800 hatte Sterkrade so gut wie keine evangelischen Bewohner, was unter anderem dem Einfluss des dort 1254 angesiedelten Zisterzienserinnen-Klosters zuzuschreiben ist. Dies änderte sich mit dem zu Beginn des 19. Jahrhunderts einsetzenden Aufschwung der Hüttenindustrie. Die Familie des Mitbetreibers der Gutehoffnungshütte, Gottlob Jacobi, soll sich als erste evangelische Familie in Sterkrade angesiedelt haben. In der Folgezeit nahm der Anteil der Protestanten an der rasch steigenden Einwohnerzahl des Ortes stetig zu. 1838 kam es unter Führung des Hüttendirektors Wilhelm Lueg zur Gründung eines Bundes der Evangelischen in und bei Sterkrade, der die Interessen von inzwischen rund 300 Menschen vertrat, die kirchlich noch zur Gemeinde Holten zählten, sich jedoch einen eigenen Geistlichen und eine eigene Kirche wünschten. 1846 konnte mit August Creutzberg der erste Pfarrer für Sterkrade eingestellt werden; im April 1848 kam es zur offiziellen Gründung der Evangelischen Kirchengemeinde Sterkrade.
Die Hüttengewerkschaft Jacobi, Haniel & Huyssen hatte als Gottesdienstraum einen Zeichensaal zur Verfügung gestellt, dessen Fassungsvermögen von rund 100 Personen sich jedoch bald als unzureichend erwies. Nach der Errichtung einer eigenen Schule war der Bau einer eigenen Kirche das nächste Ziel der jungen Gemeinde, die mit der Finanzierung des mit rund 10.000 Talern veranschlagten Projekts jedoch überfordert war. Aus eigenen Mitteln konnten 1000 Taler bereitgestellt werden, 3000 Taler stiftete die Hüttengewerkschaft. Der größte Teil des noch fehlenden Betrags konnte durch eine Hauskollekte in der Rheinprovinz und der Provinz Westfalen gesammelt werden.
Mit dem Bau der Kirche wurde im September 1850 begonnen, am 15. Juli 1852 wurde die Friedenskirche feierlich eingeweiht, gleichzeitig konnte das zugehörige Pfarrhaus bezogen werden. Für die äußere Gestaltung der Kirche verband der Architekt Wilhelm Dahmen (Kreisbaumeister in Mülheim an der Ruhr) klassizistische und neugotische Elemente. Charakteristisch sind die schlanken Türmchen an allen vier Ecken des Langhauses. Das Innere der Kirche präsentierte sich als schlichte Saalkirche. Die Deckenkonstruktion erinnert an das Dach einer Industriehalle. Das Kirchengebäude ist 27 m lang, 13 m breit; der Kirchturm hat eine Höhe von 33 m.
Während sich das äußere Erscheinungsbild der Friedenskirche seit ihrer Einweihung nur unwesentlich verändert hat, kam es in ihrem Innern mehrfach zu Umbauten. Durch den Einbau einer Empore wurde 1900 die Zahl der Plätze für die Gottesdienstbesucher deutlich vermehrt. Zudem wurde die Friedenskirche durch die Eröffnung der Christuskirche im Jahr 1914 entlastet.
Zur bislang letzten Renovierung der Kirche kam es 2002 zum 150. Jahrestag ihrer Einweihung. Zu den wichtigsten Maßnahmen gehörten dabei die Erneuerung des Innenanstrichs und eine Erweiterung des Altarraums, der bei dieser Gelegenheit mit neuen Prinzipalstücken ausgestattet wurde. Das lange Jahre zugemauerte Fenster in der Mitte der Apsis wurde wieder geöffnet, so dass die drei Fenster an der Kopfseite der Kirche nun wieder mit ihren Bildern (Krippe, Lamm und Taube) die Feste Weihnachten, Ostern und Pfingsten symbolisieren.
Im Eingangsbereich der Kirche erinnert eine steinerne Gedenktafel an Wilhelm Lueg, der wesentlichen Anteil an der Gründung der Gemeinde und dem Bau der Kirche hatte.